# Scybalium
Scybalium es un género con cuatro especies de plantas parásitas, perteneciente a la familia Balanophoraceae.

## Taxonomía
El género fue descrito por Schott & Endl.  y publicado en Meletemata Botanica 3. 1832. La especie tipo es: Scybalium fungiforme Schott & Endl.

## Especies
- Scybalium depressum Eichler
- Scybalium fungiforme Schott & Endl.
- Scybalium glaziovii Eichler
- Scybalium jamaicense Schott & Endl.